# Nathalie (Lied)

Etikett der französischsprachigen Single in Westdeutschland (1965)

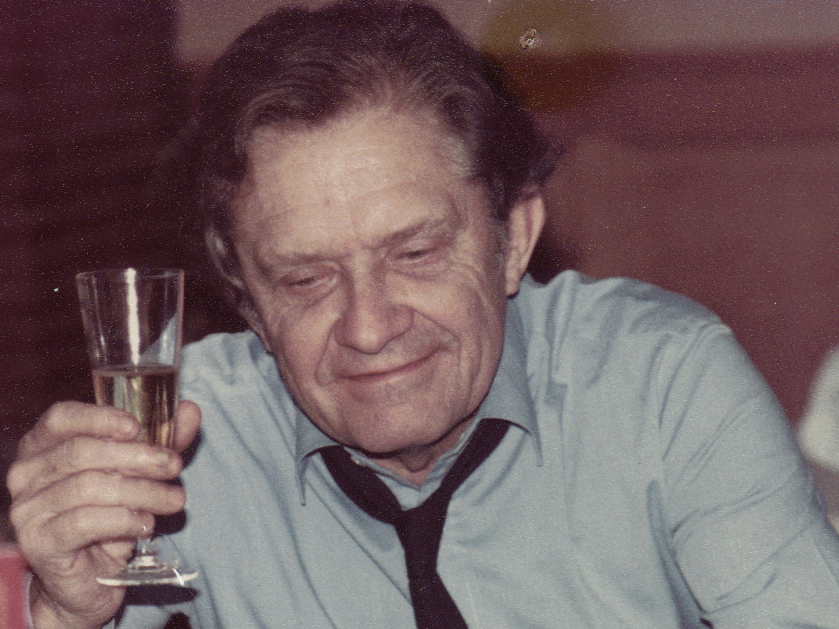
Textautor Pierre Delanoë (1982)

Nathalie ist ein französischsprachiges Chanson, dessen Text von Pierre Delanoë verfasst und das im Februar 1964 von Gilbert Bécaud, der auch die Musik dazu geschrieben hat, veröffentlicht wurde. Das 4:07 Minuten lange Lied erschien zunächst in Frankreich sowohl auf Vinyl-Single als auch als EP bei Pathé-Marconis Label La voix de son maître. Im Juli 1965 folgte in der Bundesrepublik Deutschland eine Doppelveröffentlichung des Chansons; Electrola gab gleichzeitig die französische (mit der B-Seite L’Orange) und eine deutschsprachige Fassung mit Nimm dir doch Zeit (Il faut marcher) als B-Seite heraus. Nathalie war nicht Bécauds kommerziell erfolgreichste Platte, aber sie wurde zu einem seiner international größten Erfolge, der auf kaum einer seiner Best-of-Kompilationen fehlt.
Der politische Kontext der Entstehung und Veröffentlichung dieses Liebeslieds hat zu einer Rezeption geführt, die über den Bereich der Unterhaltungsmusik weit hinausreicht. Die Jahre 1964 und 1965 markieren den Übergang von der Hochzeit des Ost-West-Konfliktes hin zu einer anfangs noch sehr vorsichtigen, hauptsächlich auf kulturellem und touristischem Feld stattfindenden Öffnung der UdSSR speziell gegenüber Frankreich. Diese Gleichzeitigkeit ist eine Ursache dafür, dass das Lied insbesondere in Frankreich auch im 21. Jahrhundert noch Gegenstand von politik- und literaturwissenschaftlichen Untersuchungen und Einordnungen ist.
Eine zusätzliche Besonderheit dieses Chansons liegt darin, dass eine Transformation der fiktiven Person Nathalie in die Realität stattgefunden habe, wie es der Romanist Matei Chihaia, der auch vom „Faszinosum Nathalie“ spricht, formuliert hat:

„Durch zahlreiche Verfahren tritt Nathalie aus dem Universum des Lieds heraus und wird gleichsam lebendig.“

Nathalie gilt zudem als „repräsentatives Beispiel des ‚Systems Bécaud‘“, der in seinen Liedern gerne einfache Geschichten erzählte, in denen aber prägnante Charaktere dargestellt werden und die den Hörer aufgrund ihrer passenden, dichten Stimmung ansprechen. Dass die darin geschilderte Handlung für realistisch gehalten werden könnte, verdankt sie auch der für Bécauds gesanglichen Vortrag ebenfalls typischen Präsenz als Ich-Erzähler.

## Text und Musik

### Handlung und Text
Der Song beschreibt in der Form der Ich-Erzählung, wie sich ein junger französischer Tourist im winterlichen Moskau in seine Stadtführerin namens Nathalie (die in Delanoës ursprünglicher Textfassung Natacha hieß) verliebt. Anfangs ist diese sehr formell und distanziert, führt ihn zu wichtigen Orten wie dem Roten Platz und dem Lenin-Mausoleum, erläutert dabei in nüchternen Worten die Bedeutung, die diese für die Oktoberrevolution aufweisen (wörtlich „elle parlait en phrases sobres de la révolution d’octobre“), während er ihren „schönen Namen“ und die blonden Haare anspricht und sich ausmalt, im – wohl fiktiven – Café Puschkin gemeinsam eine heiße Schokolade zu trinken.
Im Lied entwickelt sich diese Beziehung dahin, dass beide nach dem offiziellen Besichtigungsprogramm zu Nathalies Studentenbude an der Moskauer Universität gehen, wo sie von einer Gruppe russischer Studenten erwartet werden, die viel über Frankreich wissen wollen, was Nathalie übersetzen muss. Die Stimmung wird zusehends feucht-fröhlicher („Moscou, les plaines d’Ukraine et les Champs d’Élysées, on a tout mélangé“ – „Moskau, das ukrainische Tiefland und die Champs d’Élysées, alles ging durcheinander“), man lacht, trinkt, singt und tanzt zusammen. Auch Nathalie selbst taut dort auf („plus question de phrases sobres“ – „keine nüchternen Sätze mehr“). Als ihre Kommilitonen spät nachts weggehen, bleibt der Franzose noch dort („quand la chambre fût vide … je suis resté seul avec mon guide“ – „als das Zimmer sich geleert hatte, bin ich mit meiner Fremdenführerin alleine dort geblieben“). Unausgesprochen bleibt in diesem Chanson, ob – und in welcher Intensität – seine Schwärmerei dann von ihr erwidert wird; darin unterscheidet sich die Original- von der deutschsprachigen Version, in der er sie in seinen Armen hält und „ihre Küsse nie [vergisst]“. Am Ende träumt der männliche Protagonist davon, dass Nathalie zu einem Gegenbesuch nach Paris kommt und er sie dort – dann mit vertauschten Rollen als ihr Stadtführer – gleichfalls mit Sehenswürdigkeiten und Kulturgütern vertraut macht.

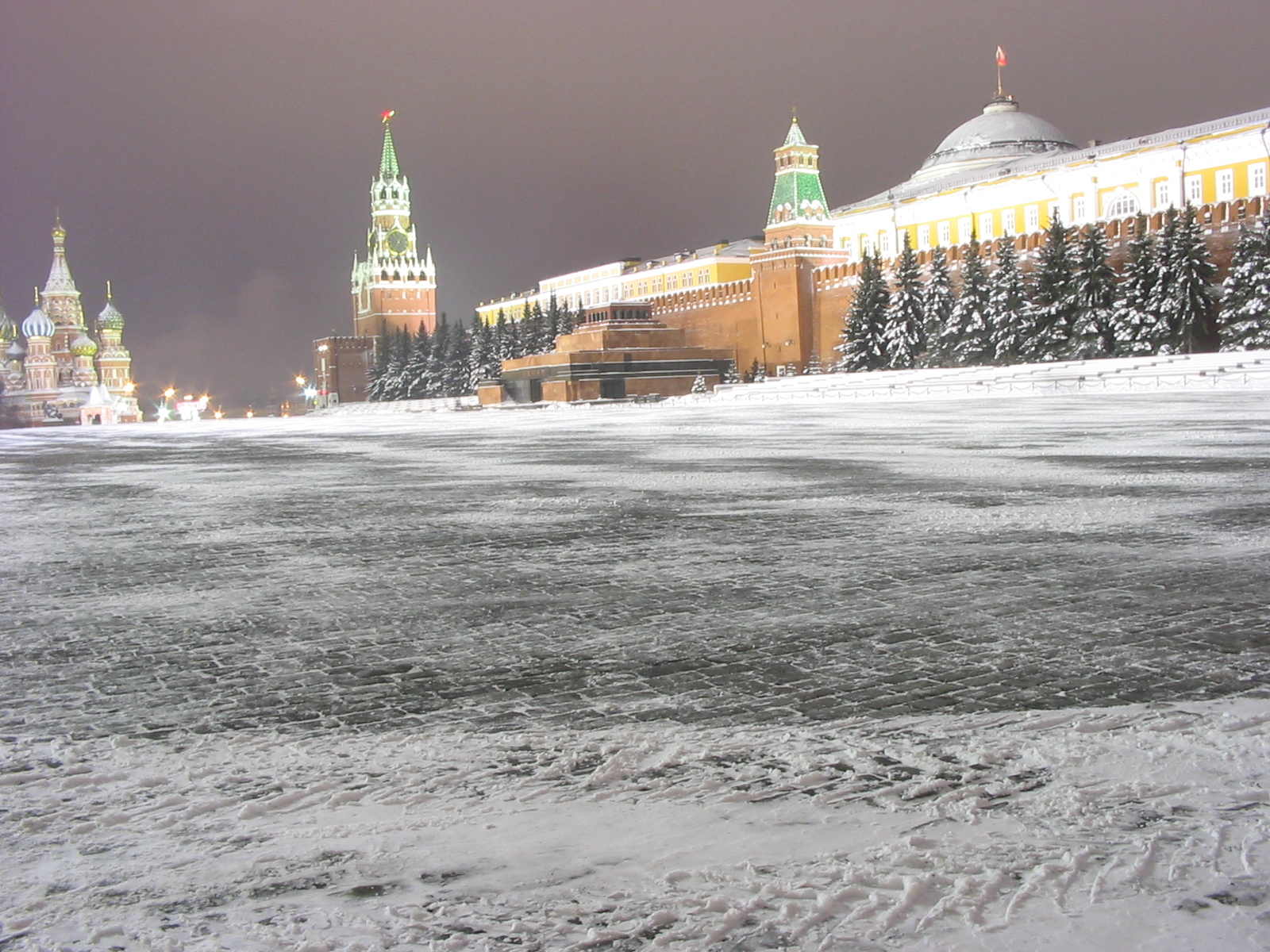
„Der Rote Platz war leer,
der Rote Platz war weiß.“

Laut Delanoë dauerte es rund ein Jahr, bis aus seinem Textentwurf eine Fassung entstand, die Bécaud akzeptierte; der Sänger forderte den Textautor auf, für den Einstieg, der zunächst „Qu’elle était jolie cette Russe rousse sur la place Rouge“ („Wie hübsch sie war, diese rotblonde Russin auf dem Roten Platz“) lautete, „ein stimmungsstarkes Sprachbild zu erfinden“. Das entstand schließlich mit den Worten „La Place Rouge était vide; devant moi marchait Nathalie. … La Place Rouge était blanche, la neige faisait un tapis“ („Der Rote Platz war leer; vor mir marschierte Nathalie. … Der Rote Platz war weiß, der Schnee hatte darauf einen Teppich ausgebreitet“). Erst daraufhin war Bécaud zufrieden, setzte sich an sein Piano und komponierte binnen weniger Stunden die Musik dazu.
Das Sprachbild vom winterlichen Roten Platz entspricht einem bereits seit dem frühen 19. Jahrhundert und namentlich seit Napoléons Russlandfeldzug 1812 im französischen Roman sehr verbreiteten Klischee von den „eingeschneiten russischen Landschaften“; gleichzeitig ist diese Kälte im Jahr 1964 eine Metapher für das politische Klima und Synonym für die kommunistische Herrschaft. Für Matei Chihaia erzählt dieser Text „eine komplexe Geschichte, ja, einen ganzen Roman und eine ganze Epoche, mit erstaunlich sparsamen sprachlichen Mitteln und ohne ein einziges überflüssiges Detail“. Dafür benötigt er nur zwei Szenen mit zusammen 42 Zeilen, auf dem Roten Platz und in Nathalies Zimmer, wobei er für die Erklärung, wie es zum überraschenden Übergang vom ersten zum zweiten Ort kommt, lediglich acht kurze Wörter braucht („J’ai pris son bras, elle a souri“ – „Ich nahm ihren Arm, sie hat gelächelt“). Das Chanson schließt mit vier Textzeilen des Rück- und Ausblicks, in denen die vorangehende euphorische einer traurigeren („Que ma vie me semble vide“ – „Mein Leben erscheint mir so leer“), zugleich aber auch optimistischen („Mais je sais qu’un jour à Paris“ – „Aber ich weiß, eines Tages in Paris“) Stimmung Platz macht. Dabei steht am Ende zweimal der langgezogen gesungene, auf der letzten statt wie üblich auf der ersten Silbe betonte Name Nathalie. Sprachlich spielt für Chihaia auch die Semantik dieses Textes eine wesentliche Rolle, weil sie wiederholt „die kulturellen Gemeinsamkeiten zwischen Ost- und Westeuropa hervorhebt“.
Gegliedert ist der Text in zehn Strophen à vier oder sechs Zeilen. Darin werden unterschiedliche Reimformen verwendet, beginnend mit zwei Strophen mit Kreuzreim, denen eine mit Paarreim und die vierte wieder mit Kreuzreim folgt. Ab der fünften Strophe – und damit inhaltlich ab dem Zeitpunkt, an dem sich das Geschehen in Nathalies Zimmer abspielt und auch musikalisch ein Tempo- und Stimmungswechsel stattfindet – ändert sich die Reimform von Strophe zu Strophe, werden auch noch Block-, Haufen- und Schweifreim verwendet, ehe Delanoë in den letzten Zeilen zum Kreuzreim zurückkehrt. Ein Reimpaar, die Wörter „vide“ und „guide“ (leer und Führerin), taucht dabei gleich vierfach auf; dies ist der Fall in der ersten, vierten, achten und letzten Strophe, was der textlichen Entsprechung eines Rondos nahe kommt.

### Musik und Instrumentierung
Die in a-Moll gehaltene Melodie des Liedes, das mehrere Elemente französischer mit denen zeitgenössischer russischer Musik kombiniert und ohne einen Refrain auskommt, bewegt sich innerhalb eines engen Tonumfangs vom g der kleinen Oktave zum eingestrichenen c'. Es beginnt in langsamem Tempo. Dies steigert sich ab dem Zeitpunkt, an dem sich das Geschehen zusammen mit den russischen Studenten in Nathalies Zimmer abspielt, wie bei einem Kasatschok, partiell mit einem Hintergrundgesang unterlegt, der die Anmutung eines Kosaken-Chors vermittelt. Das Tempo der Musik folgt hier dem Tempo der geschilderten Ereignisse. Rhythmuswechsel und Beschleunigung (hier vom Vierviertel- zum Zweiertakt) stellen für den Historiker Didier Francfort sogar ein zentrales und „wiederkehrendes Merkmal der Russophilie“ im zeitgenössischen französischen Chanson dar, an dem man die „russische Seele“ der Musik wiedererkenne. Dieser Eindruck wird auch durch die Instrumentierung unterstrichen, indem beispielsweise Balalaikas, Bajan oder Akkordeon und Violinen verwendet werden. In dem Liedabschnitt, in dem Nathalie bei dem offiziellen Besichtigungsprogramm vor dem Franzosen hermarschiert, kommen Trommeln und Trompeten zum Einsatz, wodurch der Arrangeur – vermutlich Bécaud in Zusammenarbeit mit dem Orchesterleiter Raymond Bernard – nach dem eher nach Musette mit einer leicht jazzigen Note klingenden Einstieg, inhaltlich passend, klangliche Andeutungen einer Militärkapelle hinzufügt. Gesanglich spiegelt sich auch in diesem Chanson die große Bandbreite Gilbert Bécauds wider, der sowohl die verhaltene, leise, als auch die nervös-spontane, ekstatische Interpretation beherrscht, die ihm Beinamen wie „Monsieur 100.000 Volt“ und „Der singende Verrückte“ (le fou chantant) eingetragen hat.
Die Begleitung auf der Schallplatte stammt vom Orchester Raymond Bernard.

## Erfolge und Beliebtheit
Ein Nummer-eins-Hit wurde Nathalie in Frankreich allerdings nicht, stieß im Gegenteil anfangs sogar eher auf ein „schwaches Interesse“ bei den Plattenkäufern. Dies ist freilich wenig verwunderlich, denn die ganz hohen Verkaufszahlen „erreichte kaum einer der renommiertesten Chansonniers jemals, nicht einmal Chevalier, Trenet, Gréco, Piaf, Patachou“. Dafür nahm die Zahl neugeborener Mädchen, die diesen Rufnamen erhielten, schon ab dem zweiten Halbjahr 1964 in Frankreich sprunghaft zu. Der Kleine Larousse der Vornamen schreibt dazu, dass sich Nathalie damals „mit der Geschwindigkeit eines Tsunamis“ an die Spitze der beliebtesten Mädchennamen gesetzt habe – acht von hundert Französinnen trugen ihn –, für mehr als ein Jahrzehnt in Mode blieb und somit „eine Epoche geprägt“ habe.

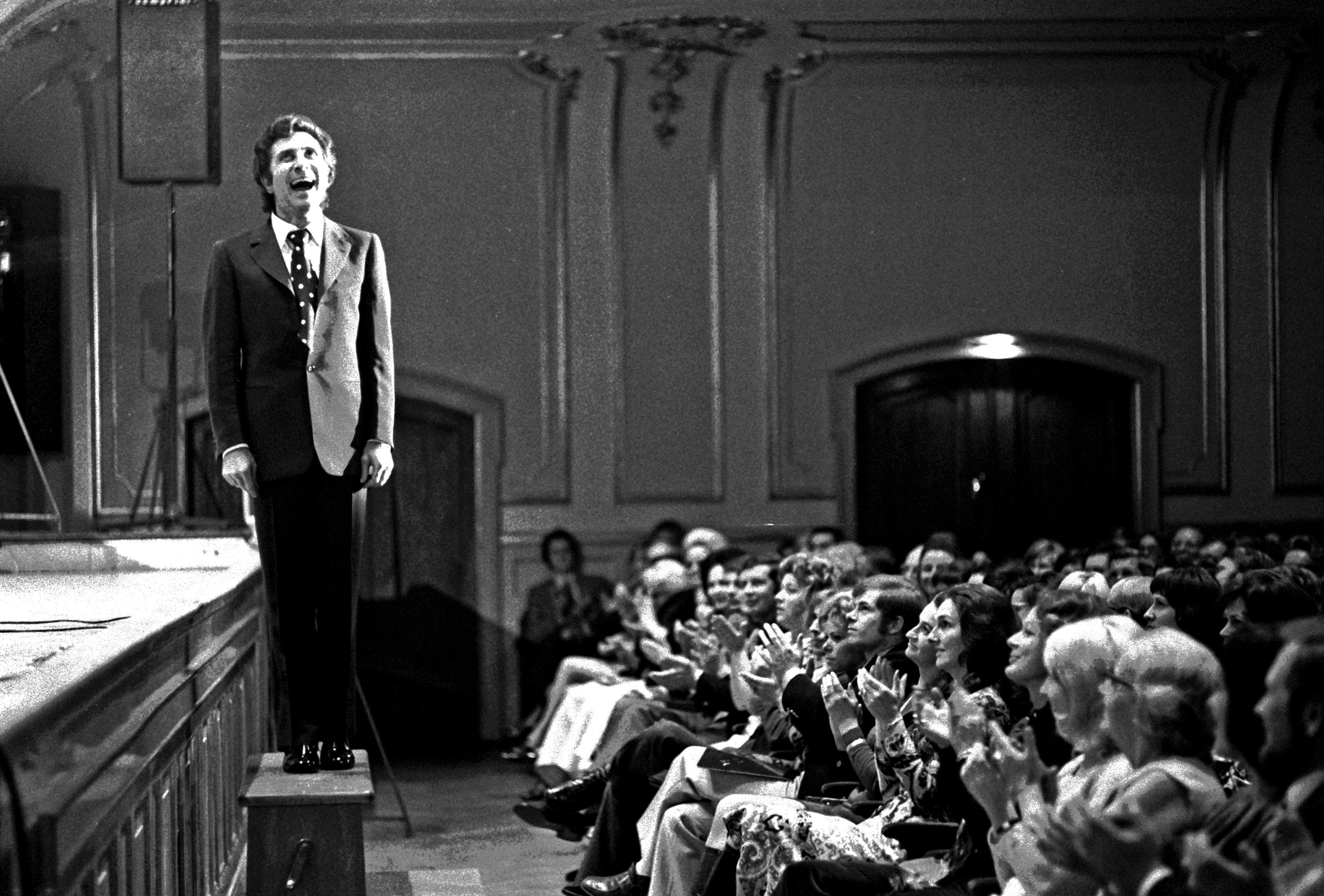
Bécaud 1971 in Hamburg

In den Deutschen Charts war Bécauds Single in der Übersetzung von Kurt Hertha erst 1965, dann aber für 22 Wochen vertreten, in denen das Chanson als höchste Position Rang 17 erreichte. Dieser Erfolg führte auch dazu, dass im deutschen Fernsehen unter dem Titel Monsieur 100.000 Volt ab 1967 mehrere von Truck Branss produzierte Bécaud-Konzerte ausgestrahlt wurden. In den wallonisch-belgischen Ultratop 50 schaffte es die Single bis auf Platz 8, in den niederländischen Top 30 des Muziek Expres war sie im November 1964 auf Rang 27 vertreten. Auf einigen kleineren Märkten wie dem türkischen oder dem chilenischen soll das Lied ebenfalls sehr populär gewesen sein. In der DDR brachte Amiga Nathalie 1970 als Single (B-Seite: Et maintenant) heraus, wenn auch in der Schreibweise Natalie (ohne h), 1980 dann eine gleichnamige Langspielplatte.
Allmusic.com nennt Nathalie einen „enormen Hit“ und Bécauds „wahrscheinlich zweitbekanntesten Song“ hinter Et maintenant, ohne diese Einschätzung allerdings weiter zu begründen. Bei Spotify ist die französischsprachige Fassung des Chansons Bécauds mit Abstand am häufigsten aufgerufener Titel (bis Anfang Januar 2019: 7,2 Millionen Aufrufe), gefolgt von Et maintenant (zwei Versionen mit zusammen 5,2 Millionen) und L’important c’est la rose (2,0 Millionen). Dies sind Indizien einer über Jahrzehnte anhaltenden, internationalen und generationsübergreifenden Beliebtheit („Evergreen“), wie beispielsweise die 1971 geborene Sängerin Suzie Kerstgens 2015 feststellte: Nathalie gehöre zu den Liedern, „die vor unserer Pubertät geschrieben und interpretiert worden sind, und die man immer wieder im Kopf hat, weil sie schon zu Hause bei den Eltern auf Vinylsingles liefen“.

## Kontext der Entstehung und Einordnung
Der Erfolg von Nathalie fällt politisch-historisch in die Ära der Ost-West-Konfrontation des Kalten Krieges, in der sich kurz nach Mauerbau (1961) und Kubakrise (1962) mit dem Abkommen zum Stopp von Atomtests (1963) – dem die vierte Atommacht Frankreich aber nie beigetreten ist – eine vorsichtige Entspannung der internationalen Lage anbahnte. Hingegen befanden sich die französisch-russischen Beziehungen nicht erst seit dem Indochinakrieg (1946–1954) noch auf einem Tiefpunkt; der im Bürgertum Frankreichs verbreitete Antisowjetismus entsprach der Einstellung von Textautor Pierre Delanoë, der mit dem Chanson „eine unmögliche Liebe im Schrecken der Sowjetherrschaft“ beschreiben wollte, ohne die Schönheit des Landes und die positiven Eigenschaften der einfachen Russen zu bestreiten. Damit betrat er keineswegs Neuland, denn eine positive Darstellung einzelner Menschen jenseits des Eisernen Vorhangs wurde auch von anderen thematisiert – und im westlichen Europa breit akzeptiert. Dafür stehen beispielhaft die Romanze zwischen James Bond und Tatiana Romanova im Film James Bond 007 – Liebesgrüße aus Moskau von 1963 oder die Figuren des Tevje in Anatevka (Uraufführung des Musicals 1964, daraus der britische Top-Ten-Hit If I Were a Rich Man 1967, gesungen von Topol) beziehungsweise der Lara Antipowa in Doktor Schiwago (1965). Ein weiteres Beispiel, diesmal nicht auf den Stereotyp von der „schönen Russin“, dafür auf die Schönheiten des russischen Naturraumes bezogen, ist die Akzeptanz von Alexandra und ihren Liedern wie Sehnsucht (Das Lied der Taiga) (1968) in der Bundesrepublik Deutschland. Und für das französische Chanson konstatiert Didier Francfort sogar eine „natürliche Zuneigung zum Russischen“, die in den 1960er Jahren ihren Kulminationspunkt erreicht habe.
Die Möglichkeit zu einer Verbesserung der außenpolitischen Beziehungen eröffnete sich aber erst ab Mitte 1963 und einhergehend mit dem Wechsel von Nikita Chruschtschow zu Leonid Breschnew an der Spitze der KPdSU (Oktober 1964). Sie entwickelte sich zunächst allerdings ganz überwiegend im kulturellen und touristischen Bereich. Anfang 1965 schaltete die staatliche sowjetische Agentur Intourist in der französischen Tageszeitung Le Monde zum ersten Mal eine Annonce für Urlaubsreisen in die UdSSR. Die dortigen Fremdenführer waren dabei in der Post-Stalin-Ära jung, ganz überwiegend weiblich und akademisch gebildet – ein Abbild der fiktiven Nathalie. Nur eine Woche nach Bécauds Konzert in Moskau (siehe das Kapitel hierunter) fand dort eine öffentliche Jazz-Session statt, was nicht mehr möglich gewesen war, seit Chruschtschow diese Musikrichtung anlässlich des Weltjugendfestivals 1962 als „internationale Entartung“ (dégénérescence cosmopolite) abqualifiziert hatte. Es dauerte dann aber noch über ein Jahr, ehe auch Präsident Charles de Gaulle zu einem Staatsbesuch nach Moskau reiste.
Insofern war, so der Historiker Thomas Gomart, Leiter des Institut français des relations internationales, dieses Chanson früher Bestandteil einer vorsichtigen Annäherung zwischen dem Frankreich der Fünften Republik und der Sowjetunion. Der Einschätzung von Gesa Ufer, Bécaud sei hiermit eine mehr oder minder vorsätzliche Symbiose von poetischem Liebeslied und der politischen Utopie einer system- und grenzenüberschreitender Freizügigkeit eingegangen, widersprechen allerdings andere. So formuliert beispielsweise Bertrand de Labbey, Artmedia-Chef und Bécauds späterer Herausgeber, es habe „eher eine poetische als eine politische Konnotation“ bestanden, zumal der Künstler im Unterschied zu anderen Chansonniers „nicht zu den politisch engagierten Sängern gehört“ habe. Siegfried Rupprecht interpretiert Bécauds Lieder insgesamt als „dichterische Träume“ und „Plädoyers für Freundschaft, Toleranz und universales Harmoniestreben“, aber gleichfalls nicht als politische Chansons. Laut Delanoë soll Nathalie dem Sänger anfangs sogar „zu politisch“ und angesichts des Kalten Kriegs unpassend gewesen sein. Bécaud äußerte auch seine Verwunderung darüber, dass manche Nathalie als ein „kommunistisches Lied“ bezeichnet haben. Und sein damaliger, langjähriger Deutschland-Manager und persönlicher Freund Hans R. Beierlein ist der Auffassung, der französische Chansonnier habe einfach eine Geschichte „von normalen Menschen in einer normalen Stadt“ erzählt. Er habe dabei – als Nebeneffekt – dem deutschen Schlager neue Impulse vermittelt, nicht nur in seiner Bedeutung für die Karriere der Sängerin Alexandra, sondern auch aufgrund der Tatsache, dass deutsche Textautoren daran gesehen hätten, dass man auch „schwierige Worte wie ‚Oktoberrevolution‘“ in der Unterhaltungsmusik verwenden kann.
Musikalisch ist der Erfolg von Nathalie eher untypisch für ein Jahr, in dem einerseits die britische Beatmusik ihren globalen Siegeszug begann, andererseits beispielsweise in Deutschlands Bravo-Jahrescharts 1964 auf den 20 ersten Plätzen 15 deutsch- und fünf englischsprachige Titel rangierten und sich drittens junge französische Rock- und Yéyé-Sänger wie Johnny Hallyday, Dick Rivers, Sheila, Eddy Mitchell oder Sylvie Vartan, die sich häufig englischsprachige Künstlernamen gaben, musikalisch wie textlich stark in Richtung der USA orientierten. Insbesondere die Musikkonsumenten und Plattenkäufer der Babyboom-Generation folgten auch in Frankreich diesen neuen Trends, hingen diesen Jugendidolen und nicht mehr den musikalischen Vorlieben ihrer Eltern an.

## Bécaud bringt Nathalie nach Moskau

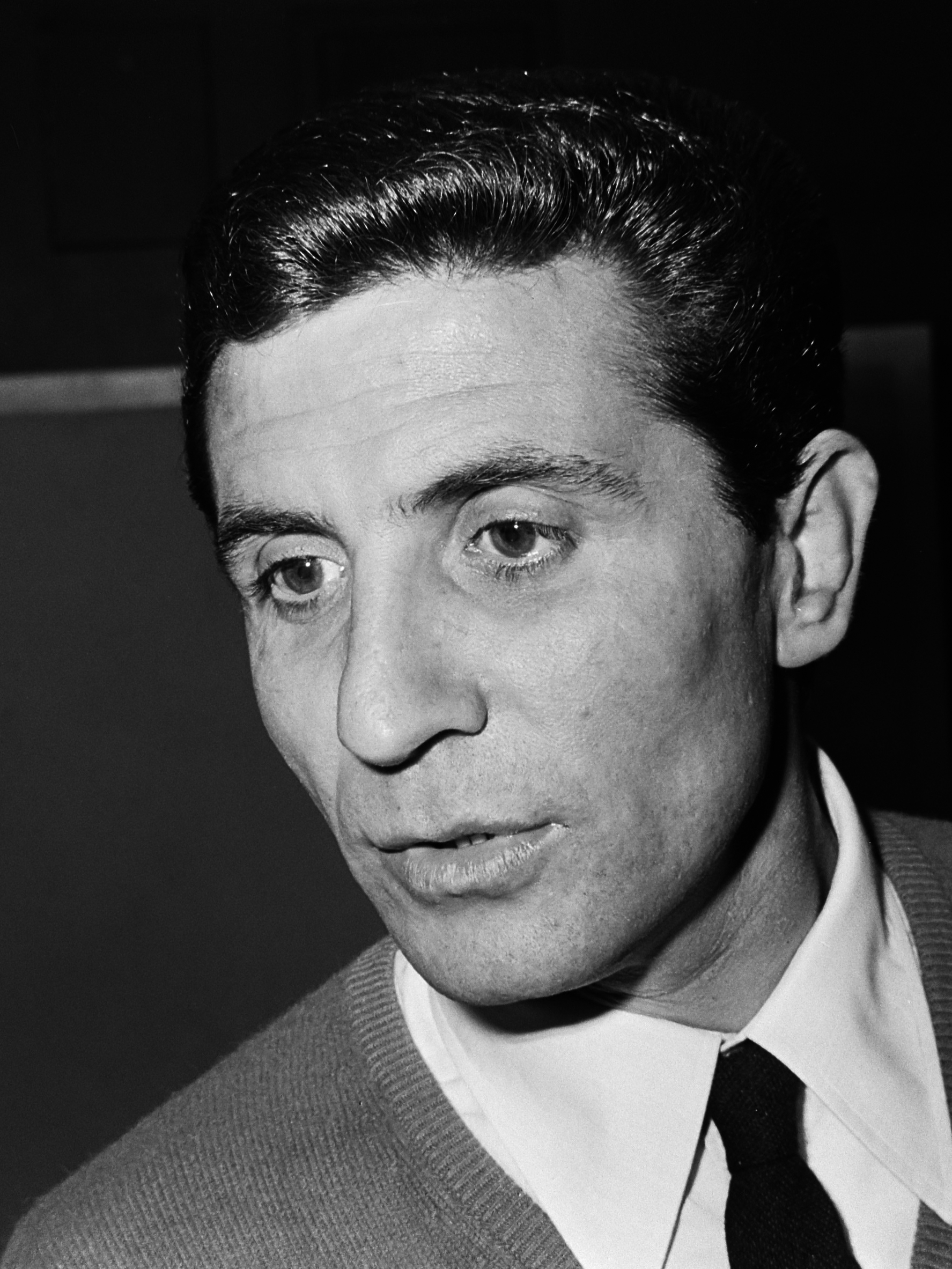
Gilbert Bécaud (1965)

Im Zuge der vorstehend skizzierten Neuorientierung der sowjetischen Außenpolitik wurde Gilbert Bécaud für Ende April 1965 von der Volksbildungsministerin Jekaterina Furzewa offiziell nach Moskau eingeladen, um ein Konzert im Großen Saal des Kongresspalasts zu geben; zudem war eine Fernsehaufzeichnung geplant. Es ist weder zu beweisen noch von der Hand zu weisen, dass die relativ frische Popularität des Lieds mit dafür verantwortlich war, dass gerade Bécaud als erster französischer Chansonnier seit 1960 (damals Charles Aznavour) eine solche Einladung erhielt. Außerdem galt Bécaud schon „seit Anfang der 1950er Jahre jenseits unserer Grenzen [als] echter Botschafter des französischen Chansons“, wie der spätere Vorsitzende der Französischen Kommunistischen Partei, Georges Marchais, rückblickend resümierte.
Gilbert Bécaud flog am 22. April 1965 in die Sowjetunion und kehrte am 17. Mai nach Paris zurück. Bei seiner Ankunft wurde dem Künstler eine offizielle persönliche Begleiterin zugeteilt, die blond war und den Namen Nathalie getragen haben soll. Das hinderte die russischen Zensoren freilich nicht daran, den Vortrag dieses in ihren Augen vermutlich politisch brisanten Chansons für die Fernsehsendung erst nach Bécauds Drohung, gar nicht aufzutreten, wenn man ihm sein Programm vorschreiben wolle, und nach gründlicher Textanalyse durch einen staatlichen Übersetzer freizugeben.
In Moskau soll er, da das offizielle Besichtigungsprogramm genügend Raum dafür ließ, einem mitreisenden Reporter des Klatschblattes Paris Match zufolge nach dem von Delanoë erfundenen Café Puschkin gesucht haben, allerdings vergeblich. Denn tatsächlich wurde ein Café dieses Namens in der russischen Hauptstadt erst 1999 aus Anlass von Alexander Puschkins 200. Geburtstag eröffnet. Dies geschah dann aber unter expliziter Bezugnahme auf dieses Lied, und Bécaud gab Nathalie als Ehrengast der Einweihungsfeier zum Besten. Diesen Vorgang charakterisierte die französische L’Humanité als „Wiederauferstehung Nathalies“ und überschrieb ihren Artikel mit den Worten „Wenn das Volkslied eine Legende erschafft“.
Gleichzeitig mit Bécauds Moskau-Reise besuchte der sowjetische Außenminister Andrei Gromyko erstmals die französische Hauptstadt. Deswegen befürchtete der sehr medienbewusste Chansonnier, dass die einheimische Presse seiner Tournee in die UdSSR nur wenig Aufmerksamkeit schenken könnte. Um dem entgegenzusteuern, lud er einen ganzen Tross illustrer Pariser Persönlichkeiten (in Frankreich als „Tout-Paris“ bezeichnet) für einige Tage zu seiner eigenen Unternehmung ein, was 40 bis 50 von ihnen annahmen. Darunter waren Gunter Sachs, Porfirio Rubirosa, Marcel Bleustein-Blanchet, Elsa Martinelli, Pierre Cardin, Ira von Fürstenberg, Marcel Achard, Jacqueline de Ribes, Bernard Buffet, Hélène Rochas, Régine, Curd Jürgens und Bécauds PR-Agent Georges Cravenne, der über diese Reise einen Kurzfilm mit dem Titel „Nathalie“ drehte. Der eigentliche Erfinder von Nathalie, Pierre Delanoë, fehlte in Moskau allerdings: Cravenne hatte ihn nicht einmal eingeladen. Teile von Cravennes Filmaufnahmen, in denen Bécaud mit einer blonden Frau über den Roten Platz schlendert, finden sich in einem Nathalie-Musikvideo wieder, das beispielsweise der belgische TV-Sender La Une deutlich später ausstrahlte. Die in Frankreich veröffentlichten Fotos des Pariser Jet Sets vor lauter roten Fahnen – in Moskau wie in Leningrad, wohin die Reisegruppe einen Abstecher unternommen hatte, waren die Straßen anlässlich der Paraden zum 1. Mai damit geschmückt – stießen übrigens nicht nur auf Zustimmung. Cravenne erhielt kurz nach seiner Rückkehr einen Anruf des gaullistischen Premierministers Georges Pompidou, der ihn mit den Worten „Sind Sie das, der einen internationalen Skandal provoziert hat?“ begrüßt haben soll. Diese Kritik ist allerdings auch vor dem innenpolitischen Hintergrund der bevorstehenden Präsidentschaftswahlen zu sehen.
Für Matei Chihaia ergab sich bei Gromykos Paris-Aufenthalt ein Spiegelbild der Nathalie-Geschichte, indem dieser zwischen den offiziellen Programmpunkten (Gespräche und Arbeitsessen mit dem ehemaligen Botschafter in Moskau, Louis Joxe, Staatspräsident de Gaulle und Regierungschef Pompidou) den touristischen Höhepunkten der Stadt einen dreiviertel Tag widmete und auf den Champs-Élysées mit ihren Cafés, Museen und Geschäften flanierte. Für den Romanisten entsprach dies dem, was Nathalie bei ihrem Gegenbesuch in der französischen Hauptstadt hätte tun sollen, weshalb auch dies ein Teil der Vorgänge sei, in denen die Fiktion des Lieds – kein Jahr nach seiner Veröffentlichung – zur Wirklichkeit geworden ist.

## Nathalies Bedeutung im weiteren Verlauf von Bécauds Karriere
Nathalie hat Gilbert Bécaud bis an sein Lebensende begleitet, und das nicht nur, weil das Publikum das Chanson bei Konzerten regelmäßig von ihm forderte. 1983, also 19 Jahre nach Erscheinen dieses Liedes, brachte er mit La fille de Nathalie eine Art musikalischer Fortsetzung heraus; erneut stammte der Text von Pierre Delanoë. Darin wird ein Briefwechsel zwischen dem Franzosen und Nathalies 1964 geborener Tochter, die in Leningrad studiert, geschildert. Die weiter oben als offen bewertete Frage nach der Intensität ihrer Beziehung 1964 in Moskau wird somit zumindest aus der Rückschau beantwortet.

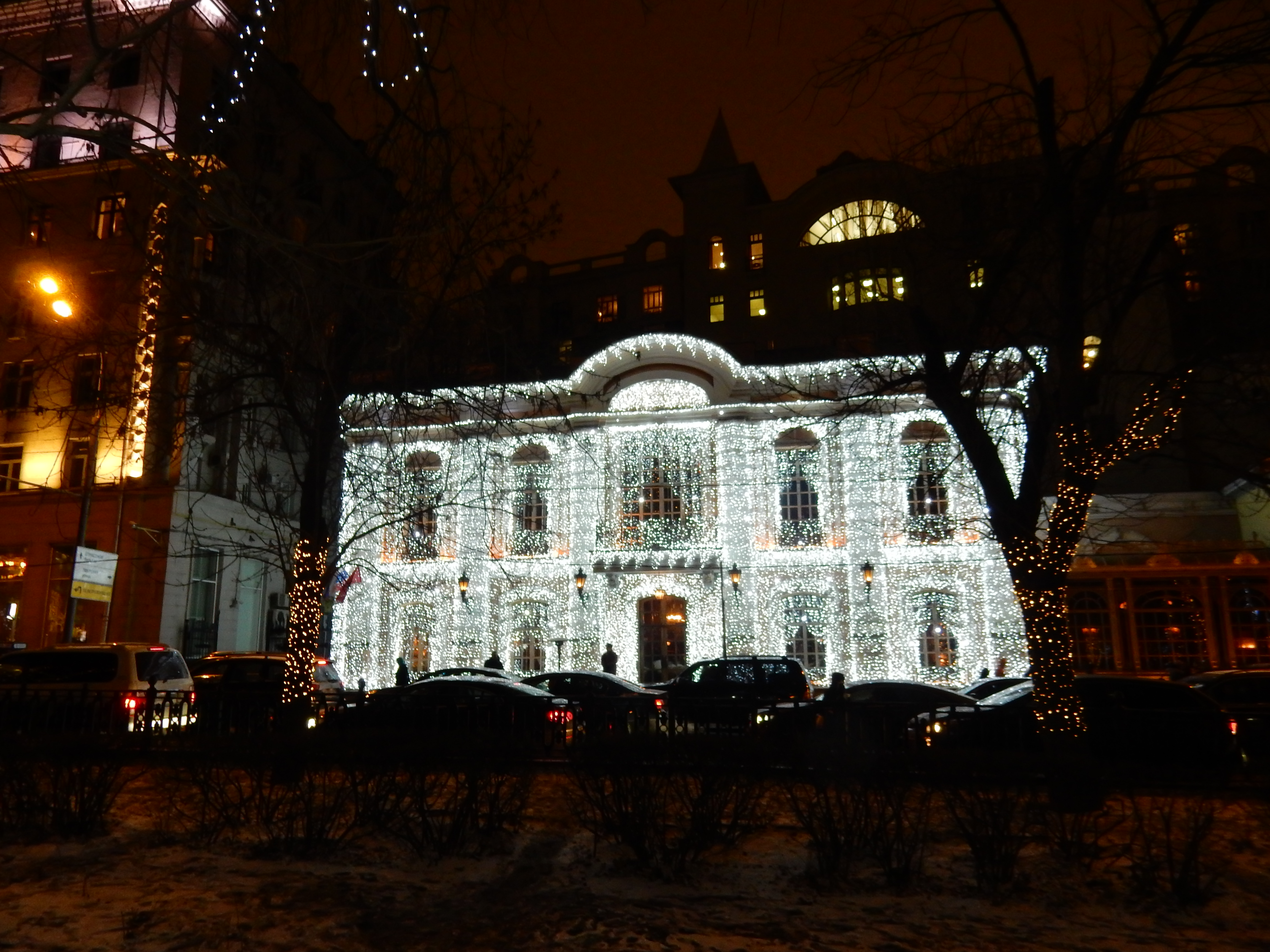
Das reale Café Puschkin

Im Verlauf des Jahres 1991 litt Bécaud vorübergehend unter einer Sinnkrise, die sich auf verschiedene Aspekte seines Lebens bezog. Er befürchtete, dass er nur noch in Routine gefangen sei, und klagte: „Ich habe die Nase voll, kann Nathalie nicht mehr singen – seit 30 Jahren jeden Abend! Ich muss sie neu erfinden, um wieder Lust darauf zu bekommen“. Diese Selbstzweifel hielten allerdings nicht sehr lange an. Zwei Jahre später beispielsweise sang er diesen Song bei einem Konzert gemeinsam mit den Chören der Armee der Ukraine, den ehemaligen Chören der Roten Armee, und 1999 in Moskau anlässlich der Eröffnung des zur Realität gewordenen Café Puschkin.
Ein letztes Mal spielte Nathalie beim Chorfestival „Les Fous Chantants d’Alès-en-Cévennes“ in der ersten August-Woche 2001 eine wesentliche Rolle in Bécauds Leben. Diese jährliche Veranstaltung war diesmal ausschließlich seinen Liedern gewidmet und er hatte zugesagt, dort mitzusingen. Dieses Versprechen konnte er allerdings nicht einhalten, denn der Sänger war von einem Lungentumor befallen und wenige Tage zuvor ins Krankenhaus eingeliefert worden. So mussten die Choristen beim Abschlusskonzert im örtlichen Stade Pierre Pibarot ohne ihn auskommen. Dabei wurde „Nathalie, von 1.000 Stimmen bewegt vorgetragen, zum Höhepunkt eines aufwühlenden Ereignisses“. Nur rund vier Monate später starb Gilbert Bécaud.

## Coverversionen und spätere Bezugnahmen
Zahlreiche andere Interpreten haben dieses Lied später ebenfalls aufgenommen, auf Französisch beispielsweise Adamo, Richard Anthony, Freddy Birset, Patrick Bruel, Yves Duteil, Rummelsnuff, Sanseverino und Shy’m. Ebenso wurde es in etliche andere Sprachen übersetzt; dazu zählen unter anderem Spanisch (auch von Bécaud gesungen, mit Arrangement und Orchestrierung, die vom Original stark abweichen), Englisch (Rod McKuen), Niederländisch (Lia Dorana), Finnisch (Tapani Perttu), Serbo-kroatisch (Vice Vukov), Deutsch (neben Bécaud selbst auch Peter Alexander und Dietmar Schönherr, Mitte der 1970er Costa Cordalis sowie in der Zeit nach der deutschen Wiedervereinigung (1990) Keimzeit, Gerhard Schöne, Konrad Wissmann und Klee), Türkisch (Özdemir Erdoğan), Italienisch (Nicola Arigliano), Hebräisch und Persisch. Eine russische Gesangsfassung scheint allerdings nicht zu existieren.
Zu den Olympischen Winterspielen 2014 im russischen Sotschi veröffentlichte die Frankokanadierin Anne Gibeault einen gegen die homophobe Politik unter Putin gerichteten Film unter dem Titel Nathalie en Russie, in dem Schwule und Lesben zu einer Instrumentalversion von Nathalie tanzen.
Ebenfalls rund ein halbes Jahrhundert nach der Veröffentlichung nahm sogar ein Gericht in den Vereinigten Staaten Bezug auf das Chanson. In einem Prozess um das Text-Urheberrecht an Elton Johns Song Nikita, den der Autor eines Natasha betitelten Lieds angestrengt hatte, begründete es sein 2013 ergangenes Urteil unter anderem mit der Feststellung: Hätten Delanoë und Bécaud 1964 den Titel Nathalie und die Story „Mann (West) liebt Frau (Ost)“ schützen lassen, hätten sie alle späteren Songs und Videoclips, die dieses Thema behandeln, verhindern können.
Möglicherweise enthält auch Udo Lindenbergs 1989 erschienenes Natalie aus Leningrad eine geistige Anleihe bei Delanoës Text. Zumindest weist es in den ersten Strophen eine Reihe von Ähnlichkeiten bezüglich der Handlung auf: Auch Leningrad ist weiß, Natalie zeigt ihm ihre Stadt, wo sie natürlich über den Newski-Prospekt statt über den Roten Platz gehen, und er verliebt sich dabei in sie.